# Tàxon calaix de sastre

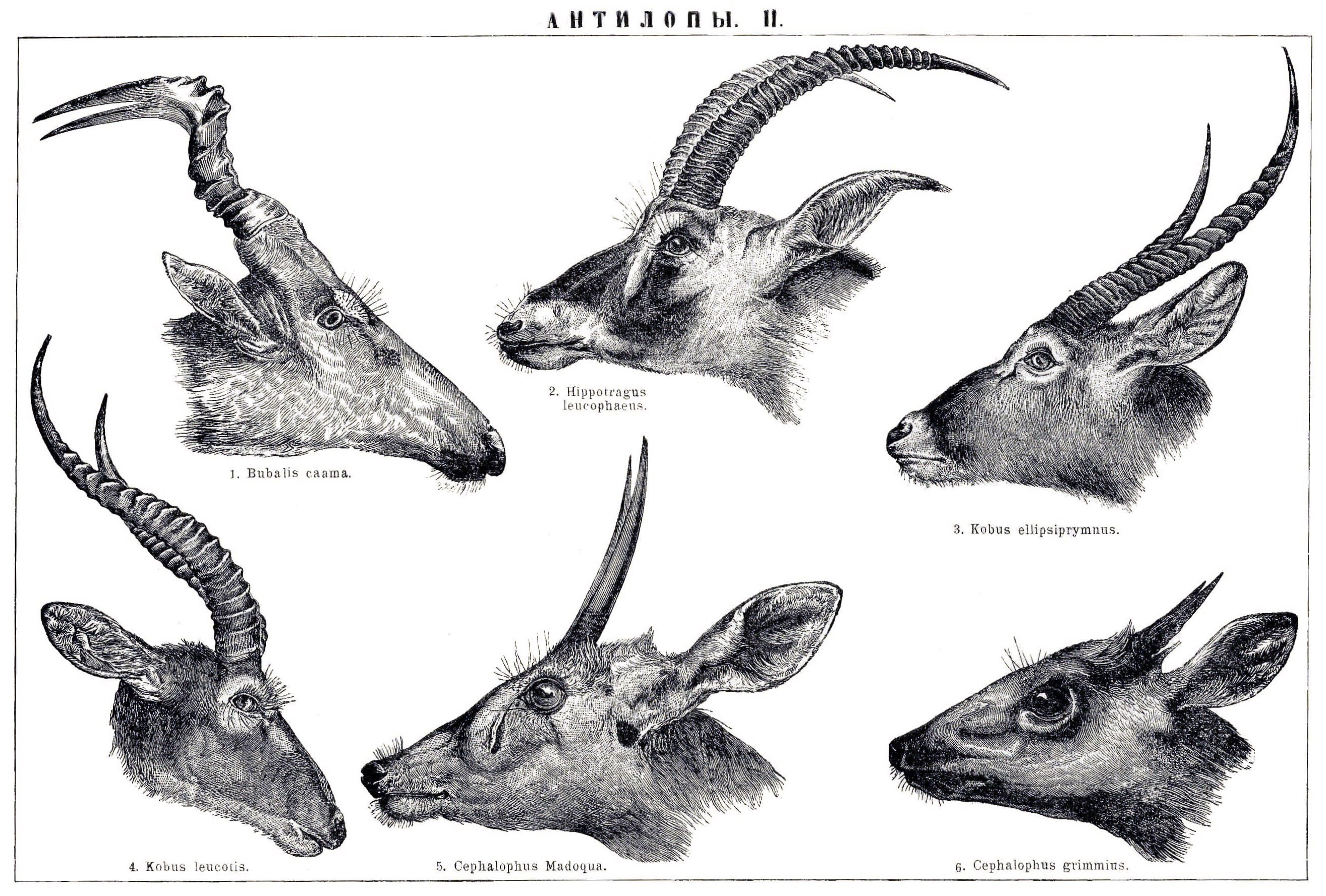
Els antílops són un grup de bòvids que no són Capra, Ovis o Bos.

Un tàxon calaix de sastre és un tàxon que es definí inicialment per a classificar els organismes que no encaixaven en cap altre. Es van definir típicament nombrant les carències de determinades característiques dels espècimens o pel fet de no pertànyer a un o més tàxons afins.
Generalment en l'actualitat es consideren parafilètics o polifilètics i, per tant, en la seva majoria no es consideren tàxons vàlids segons les regles de la taxonomia moderna.
La categoria dels invertebrats és un clar exemple de la categoria del tipus «i tota la resta», on es van ubicar tots els animals que estaven mancats de columna vertebral. Altres exemples de tàxons calaix de sastre són: Protista, Carnosauria, Thecodontia i Tricholomataceae.